# Орден Нации (Антигуа и Барбуда)
Орден Нации (Антигуа и Барбуда) — государственная награда Антигуа и Барбуды. Первоначально был учрежден в соответствии с Законом о национальных наградах 1987 года и имел одну степень. В современном виде существует с 1998 года. Несмотря на то, что орден был учреждён недавно, он полностью воспроизводит и копирует все традиции британской системы наград. 
Девиз ордена — «True, Brave and Free», переводится как «Честь, Верность и Свобода».

## Степени ордена
Орден имеет шесть степеней. Кавалеры ордена по британской традиции имеют право добавлять к своему имени аббревиатуру, которая свидетельствует о награждении данным орденом конкретной степени (приведены в скобках). 
1. Цепь ордена (кавалер — KGN, кавалерственная дама — DGN)
2. Большой крест (кавалер — KGCN, кавалерственная дама — DGCN)
3. Рыцарь-командор (кавалер — KCN, кавалерственная дама — DCN)
4. Командор (кавалер — KCN, кавалерственная дама — DCN)
5. Офицер (ОН)
6. Кавалер (MN)

### Великий магистр
Генерал-губернатор Антигуа и Барбуды является по должности Великим магистром ордена. 

### Орденский капитул
Орденский капитул (канцелярию ордена) составляют следующие лица:
- Великий Магистр
- Канцлер
- Секретарь
- Герольд Антигуа
- Герольд Барбуды

## Порядок награждения
Награждения орденом производятся генерал-губернатором по рекомендации премьер-министра Антигуа и Барбуды, который, в свою очередь, руководствуется советами Комитета по наградам, который состоит из представителя губернатора, двух членов Сената и четырёх членов Палаты представителей Антигуа и Барбуды. Фактически, список лиц, достойных награждения, формируется Комитетом, может быть поправлен премьер-министром, а генерал-губернатор в торжественной обстановке вручает награду. Награждения орденом производятся раз в год, 1 ноября в Дня независимости Антигуа и Барбуды. 
Награждение орденом может производится посмертно. Орденом награждаются граждане Антигуа и Барбуды, а также суверен (король Великобритании), супруга суверена и наследник престола. Граждане других стран могут быть приняты в орден в качестве его почётных членов (членов ad honorem).